# Adobe PageMill
PageMill (1995 - 2000) é um programa de edição HTML WYSIWYG desenvolvido pela Adobe Systems. A primeira versão do programa foi lançada em 1995. Na altura foi considerado um programa inovador, por ser o primeiro programa com um interface amigável, pois não só se editava o código HTML como também se poderia prever directamente no programa (sem recurso a um navegador) a visualização da página HTML. No entanto a primeira versão não suportava correcção automática de erros ortográficos nem tabelas em HTML.
A versão 2.0 surgiu em 1997, com suporte às falhas da versão anterior e incluindo um pacote de funcionalidades. A versão 3.0 foi lançada em 1999 e descontinuada em Fevereiro de 2000 devido ao desenvolvimento e promoção do Adobe GoLive.